# 高野山西
高野山西（たかのやまにし）は岡山県津山市にある地名。郵便番号は708-1124。

## 地理
高野本郷と野介代の間に位置する。

### 河川
- 蟹子川
- 出張川

## 歴史

### 沿革
- 1872年 - 山西村と山西村山東分（山東村）が合併、高野山西村となる。
- 1889年6月1日 - 町村制施行により、東南条郡高野山西村が同郡押入村、高野本郷村、野村と合併、高野村となる。高野山西村は大字高野山西となる。
- 1900年4月1日 - 東南条郡が東北条郡、西西条郡、西北条郡と合併し、苫田郡となる。
- 1954年7月1日 - 高野村が周辺の村とともに津山市に編入される。

## 世帯数と人口
2021年（令和3年）1月1日現在の世帯数と人口は以下の通りである。
| 町丁     | 世帯数  | 人口    |
| -------- | ------- | ------- |
| 高野山西 | 904世帯 | 2,150人 |

## 小・中学校の学区
市立小・中学校に通う場合、学区は以下の通りとなる。
| 番地 | 小学校             | 中学校               |
| ---- | ------------------ | -------------------- |
| 全域 | 津山市立高野小学校 | 津山市立津山東中学校 |

## 交通

### 道路
- 岡山県道345号上横野兼田線

## 施設
- マルイ高野店
- 津山山西簡易郵便局
- 岡山トヨペットTWIN TENT津山
- スズキ岡山販売高野店